# Lijst van voetbalstadions in Marokko
Onderstaande is een lijst van voetbalstadions in Marokko geordend volgens capaciteit.
| N°  | Foto | Stadion                           | Capaciteit | Opening | Stad            | Club                                                      | opmerking                 |
| --- | ---- | --------------------------------- | ---------- | ------- | --------------- | --------------------------------------------------------- | ------------------------- |
| 1.  |      | Stade Mohamed V                   | 67.000     | 1955    | Casablanca      | Marokkaans voetbalelftal Raja Casablanca Wydad Casablanca | gerenoveerd in 2014, 2019 |
| 2.  |      | Stade Ibn Batouta                 | 65,000     | 2011    | Tanger          | IR Tanger                                                 | gerenoveerd in 2022       |
| 3.  |      | Stade Moulay Abdallah             | 52,000     | 1983    | Rabat           | Marokkaans voetbalelftal FAR Rabat                        | gerenoveerd in 2000, 2014 |
| 4.  |      | Stade Adrar                       | 45,480     | 2013    | Agadir          | Hassania Agadir                                           |                           |
| 5.  |      | Stade de Marrakech                | 45,240     | 2011    | Marrakech       | Kawkab Marrakech                                          |                           |
| 6.  |      | Complexe sportif de Fès           | 45,000     | 2007    | Fes             | Maghreb Fez Wydad de Fès                                  |                           |
| 7.  |      | Stade d'Honneur d’Oujda           | 35,000     | 1977    | Oujda           | Mouloudia Oujda                                           |                           |
| 8.  |      | Stade Larbi Zaouli                | 30,000     | 1930    | Casablanca      | Tihad Sportif Casablanca                                  | gerenoveerd in 2019       |
| 8.  |      | Stade Sheikh Mohamed Laghdaf      | 30,000     | 1984    | Al-Ajoen        | JS Massira                                                |                           |
| 10. |      | Stade Municipal de Kenitra        | 28,000     | 1941    | Kenitra         | KAC Kenitra                                               | gerenoveerd in 2019       |
| 11. |      | Stade Moulay Rachid de Casablanca | 25,000     |         | Casablanca      |                                                           |                           |
| 12. |      | Stade El Harti                    | 20,000     |         | Marrakech       | Amal Marrakech                                            |                           |
| 12. |      | Stade d'Honneur de Meknès         | 20,000     | 1962    | Meknes          | CODM Meknès                                               |                           |
| 14. |      | Stade Saniat Rmel                 | 15,000     | 1913    | Tétouan         | Moghreb Tétouan                                           |                           |
| 14. |      | Stade El Abdi                     | 15,000     |         | El Jadida       | Difaa El Jadida                                           |                           |
| 14. |      | Stade El Bachir de Mohammédia     | 15,000     |         | Mohammedia      | SCC Mohammédia                                            |                           |
| 18. |      | Stade Municipal                   | 14,000     |         | Ifrane          | FC Ifrane                                                 |                           |
| 19. |      | Stade Mimoun Al Arsi              | 12,000     |         | Al Hoceima      | Chabab Rif Al Hoceima Raja Al Hoceima                     |                           |
| 19. |      | Stade d'honneur                   | 12,000     |         | Beni Mellal     | Raja Beni Mellal                                          |                           |
| 19. |      | Stade Colonel Abdelkader Allam    | 12,000     |         | Sidi Kacem      | Union Sidi Kacem                                          |                           |
| 22. |      | Stade Municipal                   | 10,300     |         | Fquih Ben Salah | Union Fkih Bensaleh                                       |                           |
| 23. |      | Stade du 18 novembre              | 10,000     |         | Khemisset       | IZK Khemisset                                             |                           |
| 23. |      | Stade Boubker Ammar               | 10,000     | 2007    | Salé            | AS Salé                                                   |                           |
| 23. |      | Complexe OCP                      | 10,000     |         | Khouribga       | Olympique Khouribga                                       |                           |
| 23. |      | Stade Municipal Berrechid         | 10,000     |         | Berrechid       | Youssoufia Berrechid                                      | gerenoveerd in 2018       |
| 23. |      | Stade Municipal d'Ait Melloul     | 10,000     |         | Ait Melloul     | Union Ait Melloul                                         |                           |
| 23. |      | Stade Municipal de Berkane        | 10,000     |         | Berkane         | Nahdat Berkane                                            |                           |
| 23. |      | Stade Sidi Bernoussi              | 10,000     |         | Casablanca      | Rachad Bernoussi                                          |                           |
| 23. |      | Stade Père-Jégo                   | 10,000     |         | Casablanca      | Racing Casablanca                                         |                           |
| 23. |      | Stade Municipal de Khenifra       | 10,000     |         | Khenifra        | Chabab Atlas Khenifra                                     |                           |
| 23. |      | Stade El Massira                  | 10,000     | 1925    | Safi            | Olympique Safi                                            |                           |
| 23. |      | Stade d'honneur                   | 10,000     |         | Settat          | RS Settat                                                 |                           |
| 34  |      | Stade Ahmed Choukri               | 5,000      |         | Zemamra         | CR Khemis Zemamra                                         |                           |
| 34  |      | Stade Ahmed Achhoud               | 5,000      |         | Rabat           | Stade Marocain                                            |                           |
| 34  |      | Stade Municipal Azrou             | 5,000      |         | Azrou           | AMS                                                       |                           |